# Tatort: Fetischzauber
Fetischzauber ist ein Fernsehfilm aus der Kriminalreihe Tatort der ARD und des ORF. Der Film wurde vom Norddeutschen Rundfunk unter der Regie von Thorsten Näter produziert und am 5. Mai 1996 erstmals ausgestrahlt. Es handelt sich um die Tatort-Folge 331. Für den Kriminalhauptkommissar Paul Stoever (Manfred Krug) ist es der 27. Fall. Für seinen Kollegen Peter Brockmöller (Charles Brauer) ist es der 24. Fall, in dem er ermittelt.

## Handlung
Stoever und Brockmöller werden zu einer Messerstecherei im Afroamerikanischen Kulturhaus in Hamburg gerufen. Der Schwarze Roul, einer der Gäste, wurde niedergestochen, aber niemand hat etwas gesehen. Während Stoever sich umsieht und dabei auch die heiligen Räume des dort agierenden Voodoopriesters in Augenschein nimmt, erhält er einen Anruf, der ihn zu einem neuen Fall ruft. Der Bauunternehmer Walter Mewes wurde erhängt in seiner Villa aufgefunden, und es ist zu klären, ob es wirklich Selbstmord war. Die Trauer von Ehefrau und Sohn des Toten hält sich in Grenzen, sodass Stoever misstrauisch wird. Das verstärkt sich, als er herausfindet, dass der erstochene Roul Sicherheitschef in einer von Mewes Firmen war. Als sich Stoever und Brockmöller dort umsehen, erfahren sie, dass die Firma „Caribu“ zahlreiche schwarze Angestellte hat und dass es große Spannungen zwischen dem Geschäftsführer Jensen und dem neuen Juniorchef Gert Mewes gibt.
Stoever und Brockmöller suchen noch einmal das Kulturhaus auf und treffen auf den jungen Robert Samland, der tagsüber dort handwerkliche Arbeiten verrichtet und im Obergeschoss eine Wohnung hat. Von ihm erfahren sie, dass Roul nicht sehr beliebt war und in seiner Heimat bei einer Art Geheimdienst tätig war. Zudem ist nicht der Voodoopriester Gracieux Bisainthe der Chef unter den Schwarzen, sondern die junge und hübsche Celine Martial, die bei den Mewes als Hausangestellte arbeitet. Noch während Stoever und Brockmöller heimlich einem Fetischzauber im Kulturhaus beiwohnen, erleidet Gert Mewes einen tödlichen Verkehrsunfall. Als die Kommissare Marianne Mewes die traurige Nachricht vom Tod ihres Sohnes überbringen wollen, werden sie von Prokurist Jensen noch vor der Villa aufgehalten. Er fühlt sich nun als Chef und will die beiden nicht ins Haus lassen. Für Marianne Mewes ist ihre Haushaltshilfe Celine Martial an allem schuld. Sie hätte zuerst ihren Mann „verrückt“ gemacht, dann ihren Sohn und nun wären beide tot. Doch es stellt sich heraus, dass Walter Mewes der Vater von Celine war und sich bei seinen häufigen Aufenthalten auf Haiti mit AIDS infiziert hatte, was sein vertrautes Verhältnis zu Celine und auch seinen Freitod erklärt.
Bei seinen Recherchen stößt Stoever auf Robert Samland, der ganz offensichtlich sehr von den religiösen Voodooritualen inspiriert und heimlich in Celine verliebt ist. Als er ihn zur Rede stellt, gibt er zu, Roul ermordet zu haben, weil er wiederholt schlecht über Celine geredet habe. Roul habe ihn so provoziert, dass er dann zugestochen habe. Stoever nimmt ihn nach seinem Geständnis fest. Die kriminaltechnische Untersuchung ergibt, dass die Lenkung von Mewes Auto manipuliert wurde. Für diese Tat kann Stoever den Prokuristen Jensen überführen. Da eigentlich er die Firma „Caribu“ einmal übernehmen sollte, wollte er seinen Konkurrenten ausschalten.

## Hintergrund
Fetischzauber erschien als Hörbuch, das von Schauspieler Charles Brauer, der in diesem Tatort den Kriminalhauptkommissar Peter Brockmöller verkörpert, gesprochen wird.
Der musikalische Beitrag von Manfred Krug und Charles Brauer ist dieses Mal eine Version von Cry Me a River.
Das Drehbuch von Thorsten Näter entstand nach einer Idee von Nicole Schürmann.

## Rezeption

### Einschaltquote
Die Erstausstrahlung sahen 9 Millionen Zuschauer, was einem Marktanteil von 27,08 Prozent entspricht.

### Kritik
Die Kritiker der Fernsehzeitschrift TV Spielfilm zeigten den Daumen nach oben und befanden: „Die Waterkant-Version von ‚Akte X‘“.